# Modrulj
Modrulj (Prionace glauca) je vrsta morskog psa iz porodice Carcharhinidae (plavetni psi), rod (carcharias). U Hrvatskoj ga još nazivaju modri kučak, pas modrac, pas modrak, pas modrulj, zupka.

## Rasprostranjenost
Psi modrulji žive u svim oceanima a može ih se naći čak od Norveške na sjeveru do Čilea na jugu. Može ga se naći do dubine od 350 metara.

### Jadransko more
Modrulj je jedna od 29 vrsti morskih pasa koji obitavaju u Jadranu. Stanovnik je čitavog Jadrana ali nije gusto naseljen. U posljednje vrijeme zbog ugroženosti teško ga je vidjeti. Najviše vremena provodi na otvorenom moru posebno na južnom Jadranu. Ponekad prilazi bliže obali. Zimi odlazi u veće dubine, dok ljeti više vremena provodi na površini kad je i najuočljiviji. Ljeti se modrulj podjednako često pojavljuje na pučini i u zaljevima i kanalima.

## Opis
Modrulj je vrlo snažna životinja izduženog tijela. Boja tijela ove rijetke vrste morskog psa se sjedinjuje s morskim plavetnilom. Gornji dio tijela je tamnomodre do modrozelenkaste boje, dok je donja znatno svjetlija, skoro bijela. U duljinu naraste do 400 cm (obično oko 335 cm) i dostiže težinu od oko 150 kilograma. Prosječna težina modrulja iznosi oko 50 kilograma ali može narasti i do 200 kg. Najveći uhvaćeni je težio 391 kg. Tijelo mu ima oblik torpeda, izduženo je, blago zaobljeno i vitko, a usta su mu smještena poprečno, ispod duge i šiljaste glave. Najviše se ističu peraje, pogotovo prsne koje su znatno veće od ostalih, uske, savijene i vrlo snažne. Modrulj ima veliku leđnu peraju, a gornji dio repne peraje duži je i veći od donjeg. Koža mu je radi lakše plovnosti nazubljena sitnim zupcima polegnutim od glave prema repnoj peraji pa je vrlo hrapava. Nekad davno su je ribari koristili kao zamjenu za brusni papir. Zubi modrulja su trokutasti i nazubljeni s vrlo oštrim ivicama. Ima izrazito velike oči.

## Ishrana
Morski pas modrulj je veliki lovac, grabežljivac i proždrljivac. Najviše se hrani ribama, poglavito skušama, palamidama, srdelama i ostalom plavom ribom koje lovi i proždire u velikim količinama. Hrani se i rakovima, glavonošcima, ponajviše lignjama, a ponekad i galebovima i ostalim morskim pticama koje iznenadi tijekom njihovog boravka na površini. Također jede strvine većih uginulih morskih životinja, a nerijetko i otpatke s brodova. Lovi i hrani se pretežno noću.

## Parenje i razmnožavanje
Modrulji se pare (mrijeste) uglavnom u proljeće i ljeto. Ženke spolnu zrelost dostižu u petoj godini života a mužjaci u četvrtoj. Kao i većina morskih pasa, ženka modrulja koti žive mlade koji su se prethodno razvijali u oplođenim jajima u njenoj utrobi gdje se i izvaljuju. Nakon devet do dvanaest mjeseci embrionalnog razvoja, ženka odjednom može okotiti prosječno od 25 do 50, a rijetko čak i do 135 mladih, dugačkih 40 do 60 centimetara.

## Ljudi i modrulji
Modrulj poput veće i poznatije Velike bijele psine privučen krvlju može zabunom napasti ljude. Napadi su rijetki pa se modrulj smatra potencijalno opasnim morskim psom.
Diljem svijeta godišnje se, prema nekim procjenama, izlovi od 10 do 20 milijuna primjeraka. Često ga se ulovi na mamce namijenjene tunama ili sabljarkama. Modrulj je također česta žrtva mreža stajačica a ponekad se zaleti i na mamac udice na parangalu. U Jadranu se smatra ugroženom vrstom.

## Vanjske poveznice
- Pas modrulj